# Ivan Brajović
 (septembre 2024).
Si vous disposez d'ouvrages ou d'articles de référence ou si vous connaissez des sites web de qualité traitant du thème abordé ici, merci de compléter l'article en donnant les références utiles à sa vérifiabilité et en les liant à la section « Notes et références ».
Ivan Brajović né le 9 mars 1962 à Titograd, est un homme politique monténégrin.

## Biographie
Diplômé de la faculté de génie civil de l'Université du Monténégro. Membre de la Ligue des communistes du Monténégro (SKJ) (avant 1990), de l'Union des forces réformatrices de Yougoslavie (SRSJ) (en 1990), du Parti social-démocrate du Monténégro (SDP) (1993-2015) et des Sociaux-démocrates du Monténégro (SD) (depuis 2015). 
Il est secrétaire du comité exécutif et vice-président du SDP. Il est ministre de l'intérieur (2009-2012), ministre des transports et des affaires maritimes (2012-2016). En 2015 il quitte le SDP et fonde le SD. En 2016 il est élu président du Parlement du Monténégro jusqu'aux élections législatives de 2020. Il est actuellement député au parlement.